# Miryam Sas
Miryam Belle Sas (* Februar 1966) ist eine US-amerikanische Japanologin.

## Leben
Sie erwarb 1988 den A.B. an der Harvard University (Re-vision and autobiography. Marginality, memory and collaboration in works of Marguerite Duras, Nathalie Sarraute, and Aliza (Ela) Sas Rubin). und 1995 den PhD (Cultural memory and literary movements. Dada and surrealism in Japan) an der Yale University. Von 1995 bis 1997 lehrte sie als Assistant Professor an der Harvard University. Seit 1997 ist sie Professorin für Vergleichende Literaturwissenschaft und Japanisch, Film und Medien an der UC Berkeley.
Ihre Forschungsschwerpunkte sind japanischer Futurismus, intermediale Kunst, experimentelle Animation, Pink Film, interkulturelle Performance und Butoh-Tanz.

## Schriften (Auswahl)
- Fault lines. Cultural memory and Japanese surrealism. Stanford 2001, ISBN 0-8047-3649-9. Rezension Rezension
- Experimental arts in postwar Japan. Moments of encounter, engagement, and imagined return. Cambridge 2011, ISBN 0-674-05340-0. Rezension